# Agrostis latifolia
Agrostis latifolia é uma espécie de gramínea do gênero Agrostis, pertencente à família Poaceae.